# Davidi Kitai
Davidi Kitai (Brussel, 28 september 1979) is een Belgisch professioneel pokerspeler die de Belgian All Time Money List aanvoert met bijna zes miljoen dollar aan prijzengeld in live-toernooien. Hij is een pionier voor België wat live-pokertoernooien betreft, want zowel in de World Series of Poker, de World Poker Tour als de European Poker Tour was hij de eerste Belg die een hoofdtoernooi wist te winnen. Daarmee is hij ook de enige Belg die de Triple Crown vervolledigde. 

## Carrière
Tijdens de WSOP 2008 won Kitai het $2.000 Pot Limit Hold'em-toernooi (Event 38) en streek daarmee 244.583 dollar op. Vijf jaar later won hij opnieuw een Pot Limit Hold'em-toernooi, dit keer met een buy-in van 5.000 dollar. Het winnen van dit negentiende event op de World Series of Poker 2013 bracht hem 224.560 dollar op. In 2014 versloeg hij 810 spelers om zijn derde bracelet te behalen in een $3.000 6 handed NL Hold'em toernooi, daar nam hij zo'n 508.640 dollar mee naar huis.
Op de European Poker Tour werd Kitai in 2008 derde in Barcelona. In 2012 wist hij in Berlijn de klus wel af te maken, waarmee hij de eerste EPT-winnaar uit België werd. Kitai kreeg 712.000 euro voor deze overwinning. Op World Poker Tour won Kitai in 2011 de WPT Invitational, goed voor 100.000 dollar.
In december 2014 had Kitai al voor bijna 6 miljoen dollar weten te cashen in live-pokertoernooien. Op 7 januari 2015 stond hij tweede op de officiële wereldranglijst van GPI (rangschikking live-toernooispelers wereldwijd).

## Resultaten

### World Series of Poker bracelets
| Jaar | Event                                       | Prijzengeld |
| ---- | ------------------------------------------- | ----------- |
| 2008 | Event 38 $2.000 Pot Limit Hold'em           | $244.583    |
| 2013 | Event 19 $5.000 Pot Limit Hold'em           | $224.560    |
| 2014 | Event 15 $3.000 No Limit Hold'em Six Handed | $508.640    |

### World Poker Tour-titels
| Jaar | Event                         | Prijzengeld |
| ---- | ----------------------------- | ----------- |
| 2011 | WPT Invitational, Los Angeles | $100.000    |

### European Poker Tour-titels
| Jaar | Event       | Prijzengeld           |
| ---- | ----------- | --------------------- |
| 2012 | EPT Berlijn | €712.000 / $1.021.374 |

### Alle resultaten t/m april 2012
| Datum      | Event                                                        | Resultaat | Prijzengeld           | Spel              |
| ---------- | ------------------------------------------------------------ | --------- | --------------------- | ----------------- |
| 16-12-2006 | €1.000 EFOP Gold Championship                                | winnaar   | €30.610 / $40.813     | No Limit Hold'em  |
| 06-07-2007 | WSOP 2007, $10.000 Main Event (Event 55)                     | 404de     | $34.664               | No Limit Hold'em  |
| 28-08-2007 | EPT €7.700 Barcelona Open                                    | 11de      | €46.000 / $62.884     | No Limit Hold'em  |
| 20-06-2008 | WSOP $2.000 Pot Limit Hold'em (Event 38)                     | winnaar   | $244.583              | Pot Limit Hold'em |
| 26-06-2008 | WSOP $5.000 Six Handed No Limit Hold'em (Event 46)           | 6de       | $120.693              | No Limit Hold'em  |
| 10-09-2008 | EPT €8.000 Barcelona Open                                    | 3de       | €455.000 / $649.036   | No Limit Hold'em  |
| 21-06-2009 | WSOP $5.000 Shootout No Limit Hold'em (Event 41)             | 13de      | $16.739               | No Limit Hold'em  |
| 23-06-2009 | WSOP $10.000 World Championship Pot Limit Hold'em (Event 45) | 4de       | $183.638              | Pot Limit Hold'em |
| 19-02-2011 | WPT Invitational                                             | winnaar   | $100.000              | No Limit Hold'em  |
| 03-09-2011 | WPT Rendez-Vous à Paris - Omaha Cup                          | 2de       | €70.200 / $101.253    | Pot Limit Omaha   |
| 16-04-2012 | EPT Berlijn Open                                             | winnaar   | €712.000 / $1.021.374 | No Limit Hold'em  |
| 09-04-2018 | PartyPoker Barcelona                                         | winnaar   | €700.000              |                   |